# Прогрессивные шахматы
 Прогрессивные шахматы  — разновидность шахматной игры, отличающаяся от классических шахмат тем, что ходы делаются по сериям.

## История возникновения и некоторые особенности
В современных шахматах по переписке игра зачастую носит очень длительный характер. Чтобы сократить продолжительность партий (большинство партий в прогрессивные шахматы не длятся дольше 7-й серии), была придумана эта разновидность шахмат. Игра в прогрессивные шахматы способствует развитию комбинационного зрения.
В этих шахматах фигуры ходят так же, как и в классических шахматах, за исключением одной немаловажной особенности: ходы делаются сериями, число ходов в серии растет в арифметической прогрессии, т.е. белые делают один ход, черные впоследствии делают два хода одновременно, белые — три и т.д.
Существуют несколько разновидностей прогрессивных шахмат: итальянский вариант, английский вариант и шотландский вариант. Наибольшую популярность получил итальянский вариант прогрессивных шахмат.
По итальянским прогрессивным шахматам проводится наибольшее количество турниров как в мире, так и в России.

## Итальянские прогрессивные шахматы
Это один из самых популярных шахматных вариантов. По правилам итальянских прогрессивных шахмат было организовано множество турниров- международные турниры, итальянские, российские и украинские чемпионаты, олимпийские игры, ежегодные турниры в Англии, Германии, Чехии, Украине, России, Польше и т.д.

### Правила итальянских прогрессивных шахмат
Используются правила обычных шахмат, за исключением следующего:
- Два игрока делают попеременные серии ходов увеличивающейся длины: белые начинают с одного хода, черные делают серию из двух ходов подряд, белые делают три хода и т.д.
- Серии являются цельными и нет никаких ограничений на отдельные ходы в серии за исключением следующего:
- Шах можно объявить только во время последнего хода в серии. Аналогично, противник должен закрыться или уйти из-под шаха первым ходом своей серии, в частности, если единственным ходом уйти от шаха будет объявить шах королю противника, игра считается проигранной (прогрессивный мат)
- Взятие на проходе разрешено только если выполнены три следующие условия:
  - пешка, которую собираются взять, прошла на два и только на два хода в предыдущей серии
  - взятие делается первым ходом серии
  - поле, на которое перемещается бьющая пешка, не занято.
- Если у игрока нет разрешенных ходов и он не находится под шахом, даже если такая ситуация возникла в середине серии, игра считается завершенной вничью (прогрессивный пат)
- Если ни одна пешка не была продвинута и ни одна фигура не была побита на протяжении 10 серий подряд, игра считается законченной вничью, если только одна из сторон не может доказать свою неизбежную победу.